# 제트 에어웨이스
제트 에어웨이스(영어: Jet Airways, 힌디어: जेट एयरवेज)는 인도의 항공사로, 허브 공항은 뭄바이에 있는 차트라파티 시바지 국제공항이 있다.

## 역사
1992년 4월 1일 설립했으며, 1993년 5월 5일 4대의 보잉 737-300이 상업 운항을 시작했다. 예전부터 경쟁사이자 인도의 국영 항공사인 에어 인디아는 당시 결항률과 지연률이 높았다. 제트 에어웨이스가 정시에 출발 도착하는 것도 취항에 실업이나 시간이 여유가 없는 사람들의 압도적인 지지를 얻으면서 2007년 인도 국내선 항공 시장 점유율은 24.2%가 되었고 에어 인디아보다 점유율이 증가했다. 2008년 조사에서 킹피셔 항공과 에어데칸을 합병한 것에 의해 약진으로 22.7%로 약간 떨어졌지만, 에어 인디아를 능가하여 인도 국내에서 점유율 선두를 유지하고 있다. 2006년 인도의 항공사인 에어 사하라(JetKonnect)를 인수했다. 인테리어는 최고급으로 싱글 스타일의 퍼스트 클래스 수평 플랫 시트의 비즈니스 클래스, 그리고 이코노미 클래스 로되어있어 모든 클래스에 주문형 개인 시트 TV가 장착되어 있다. 유럽 국제선의 경우 보잉 777-300ER 항공기가 취항하고 있다. 또한 보잉 737-800도 국내선을 중심으로 운항되고 있다.
2008년 4월부터 홍콩에 매일 1회 취항하고 있다. 또한 인도와 북아메리카를 연결하는 노선은 지금까지 유럽을 통해 운항이었지만 동시에 아시아와 태평양을 통해 북아메리카 라인으로 취항하면서 샌프란시스코에 취항했다. 2008년 4월 7일에는 전일본공수와 코드셰어 및 마일리지 제휴를 동년 5월 21일에 개시한다고 발표했다.
2016년 3월부터 대한항공과 제휴를 시작했다.
그러나 자금난으로 2019년 4월 18일에 운항이 중지됐다.

## 운항 노선
- 2012년 4월 제트 에어웨이스는 다음과 같은 노선을 운항하고 있다.

### 코드셰어 협정
- 제트 에어웨이스는 다음과 같이 코드셰어 협정을 하고 있다.[4]

| - KLM (스카이팀) - 가루다 인도네시아 항공 (스카이팀) - 대한항공 (스카이팀) - 델타 항공 (스카이팀) - 말레이시아 항공 (원월드) - 방콕 항공 - 버진 애틀랜틱 항공 - 베트남 항공 (스카이팀) - 알리탈리아 항공 (스카이팀) - 에어 세이셸 | - 에어 캐나다 (스타얼라이언스) - 에어 프랑스 (스카이팀) - 에티하드 항공 - 유나이티드 항공 (스타얼라이언스) - 전일본공수 (스타얼라이언스) - 젯스타 아시아 항공 - 중국동방항공 (스카이팀) - 케냐 항공 (스카이팀) - 콴타스 항공 (원월드) - 피지 항공 | - 홍콩 항공 |  |

### 인터라인 협정
- 제트 에어웨이스는 다음과 같이 인터라인 협정을 하고 있다.[5]

| - KLM (스카이팀) - LOT 폴란드 항공 (스타얼라이언스) - TAP 포르투갈 (스타얼라이언스) - TAROM (스카이팀) - 가루다 인도네시아 항공 (스카이팀) - 걸프 에어 - 남아프리카 항공 (스타얼라이언스) - 대한항공 (스카이팀) - 델타 항공 (스카이팀) - 로시야 항공 - 로얄 브루나이 항공 - 로얄 요르단 항공 (원월드) - 루프트한자 (스타얼라이언스) - 룩스에어 - 만다린 항공 (스카이팀) - 말레이시아 항공 (원월드) - 방콕 항공 - 버진 애틀랜틱 항공 - 버진 오스트레일리아 - 베트남 항공 (스카이팀) - 불가리아 항공 - 브뤼셀 항공 (스타얼라이언스) - 비맘 방글라데시 항공 - 사우디아 항공 (스카이팀) - 사우스웨스트 항공 - 상하이 항공 (스카이팀) - 선전 항공 (스타얼라이언스) - 수리남 항공 - 스리랑카 항공 (원월드) - 스위스 국제항공 (스타얼라이언스) | - 스칸디나비아 항공 (스타얼라이언스) - 시티제트 (스카이팀) - 실크에어 - 싱가포르 항공 (스타얼라이언스) - 아드리아 항공 - 아메리칸 항공 (원월드) - 아에로멕시코 (스카이팀) - 아에로플로트 (스카이팀) - 아비앙카 항공 (스타얼라이언스) - 아시아나항공 (스타얼라이언스) - 아이슬란드 항공 - 아키아 이스라엘 항공 - 알래스카 항공 - 알리탈리아 항공 (스카이팀) - 에게 항공 (스타얼라이언스) - 에바 항공 (스타얼라이언스) - 에어 나미비아 - 에어 뉴기니 - 에어 뉴질랜드 (스타얼라이언스) - 에어 링구스 - 에어 마다가스카르 - 에어 마카오 - 에어 말라위 - 에어 모리셔스 - 에어 몰타 - 에어발틱 - 에어 베를린 (원월드) - 에어 보츠와나 - 에어 세르비아 (스타얼라이언스) - 에어 세이셸 | - 에어 아스타나 - 에어 오스트랄 - 에어 유로파 (스카이팀) - 에어 인디아 (스타얼라이언스) - 에어칼린 - 에어 캐나다 (스타얼라이언스) - 에어 프랑스 (스카이팀) - 에미레이트 항공 - 에티오피아 항공 (스타얼라이언스) - 에티하드 항공 - 엘알 이스라엘 항공 - 영국항공 (원월드) - 오만 항공 - 우즈베키스탄 항공 - 우크라이나 국제항공 - 웨스트 제트 - 유나이티드 항공 (스타얼라이언스) - 유로윙스 - 이란 항공 - 이베리아 항공 (스타얼라이언스) - 이집트 항공 (스타얼라이언스) - 일본항공 (원월드) - 전일본공수 (스타얼라이언스) - 제트블루 항공 - 제트스타 아시아 항공 - 중국국제항공 (스타얼라이언스) - 중국남방항공 - 중국동방항공 (스카이팀) - 중동항공 (스카이팀) - 중화항공 (스카이팀) | - 체코 항공 (스카이팀) - 카타르 항공 (원월드) - 캄보디아 앙코르 항공 - 캐세이퍼시픽 항공 (원월드) - 캐세이 드래곤 항공 - 케냐 항공 (스카이팀) - 코파 항공 (스타얼라이언스) - 쿠바 항공 - 크로아티아 항공 (스타얼라이언스) - 타이 항공 (스타얼라이언스) - 터키항공 (스타얼라이언스) - 파키스탄 국제항공 - 플라이나스 - 플라이두바이 - 플라이비 - 피지 항공 - 핀에어 (원월드) - 필리핀 항공 - 하와이안 항공 - 하이난 항공 - 홍콩 항공 |  |

## 보유 기종

### 현재 보유중인 기종
- 2019년 5월 기준으로 제트 에어웨이스는 다음과 같은 기종을 보유하고 있으며 평균 기령은 5.4년이다.[6][7]

## 수상 경력
- 1997년 7월 : 1996년 ~ 1997년 IATA 국내 최고의 항공사
- 1998년 11월 : 인도 국내 최고 항공사 국제 브랜드 서미트 (International Brand Summit)
- 2003년 1월 : 여행 환대 부문의 인도에서 가장 존경하는 회사로 선정 (Business Weekly Businessworld)
- 2004년 2월 : 국내 항공 부문 (Business Traveller Awards)
- 최고의 비즈니스 클래스
- 최고의 이코노미 클래스
- 최고 지상 기내 서비스

## 같이 보기
- 인도의 항공사 목록
- 인도의 교통

## 사진

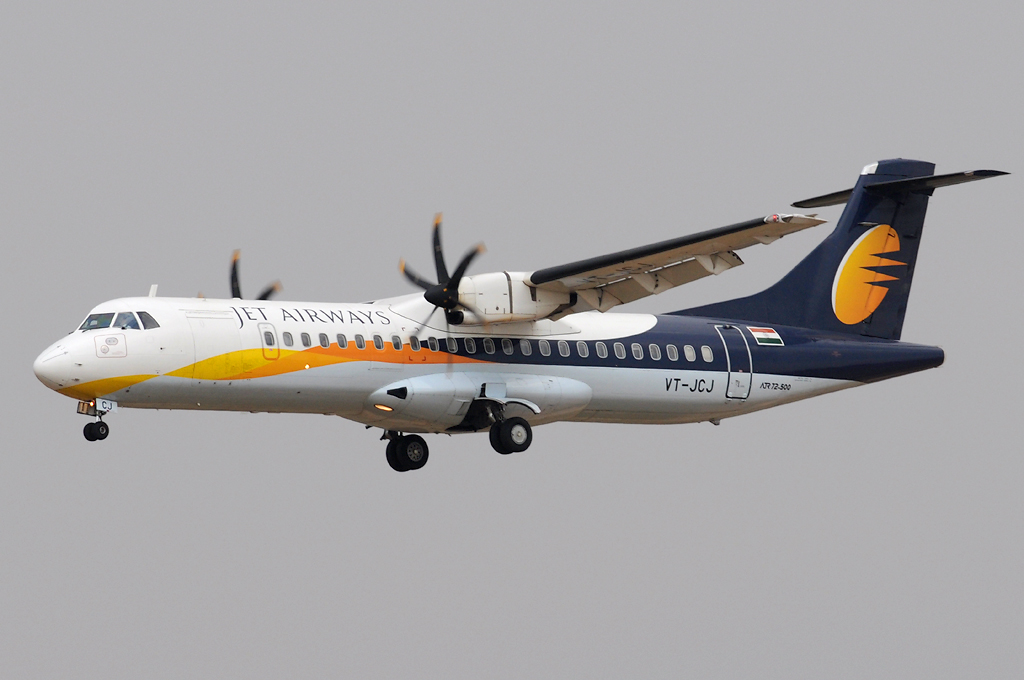
제트 에어웨이스의 ATR 72-500
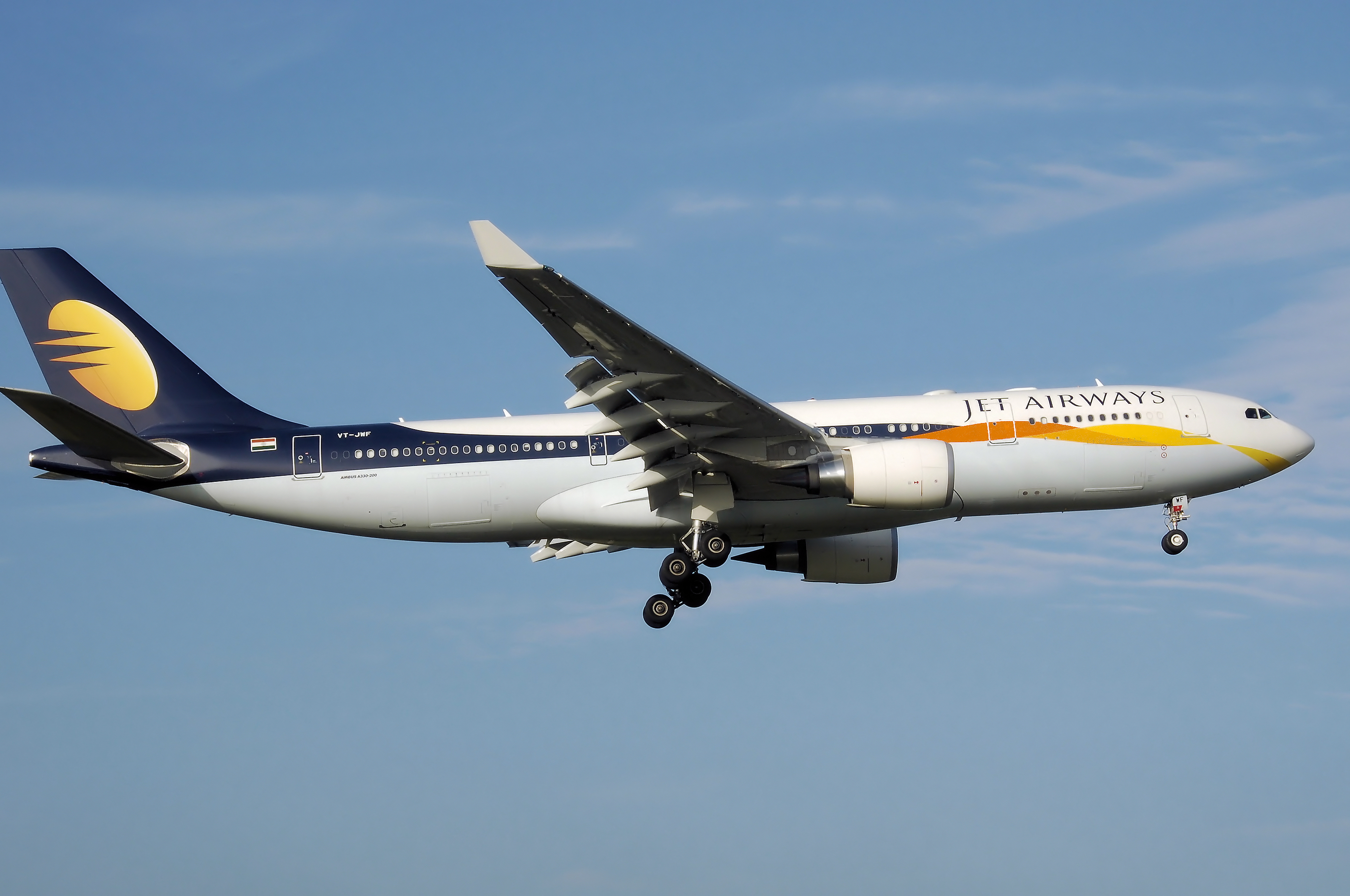
제트 에어웨이스의 에어버스 A330-200
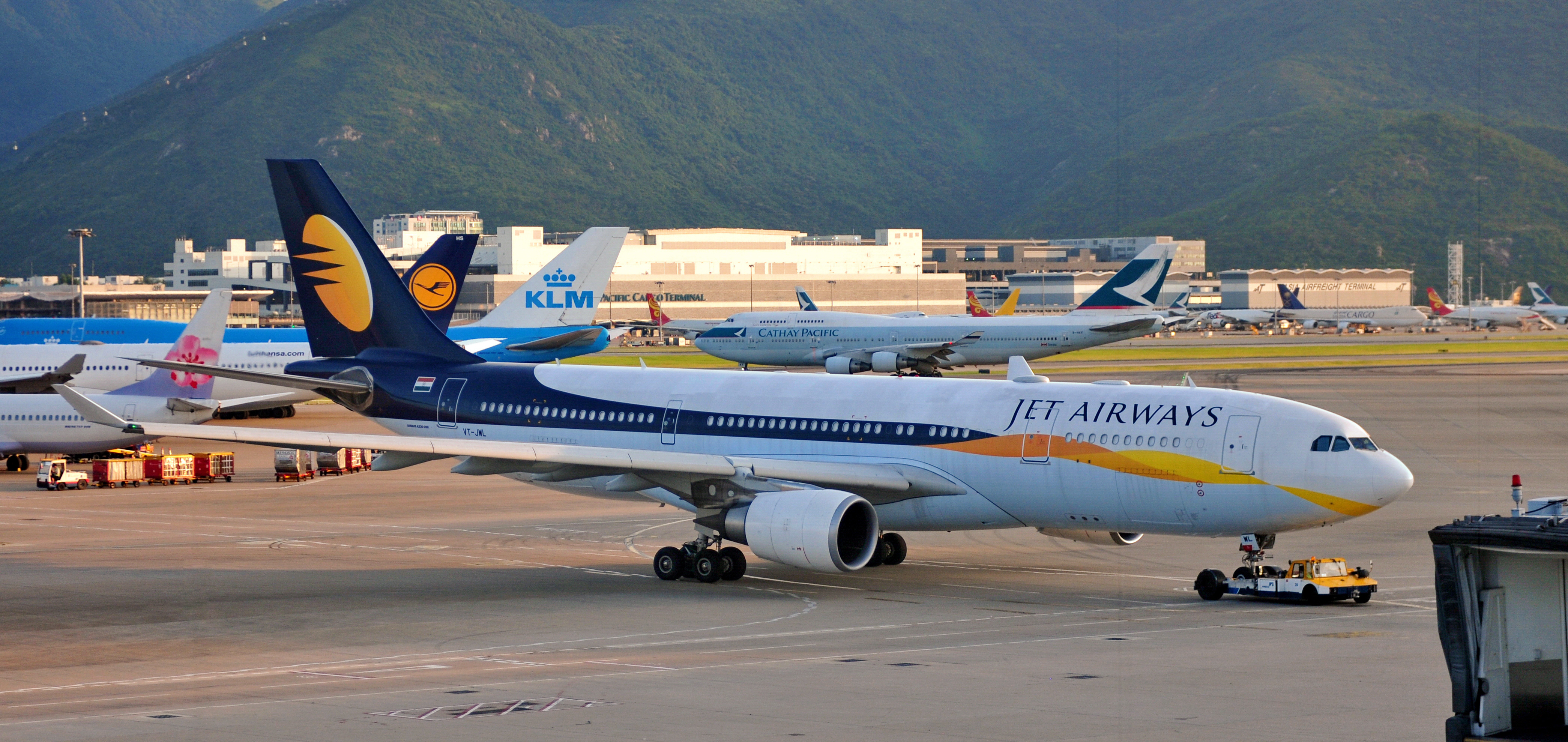
제트 에어웨이스의 에어버스 A330-200
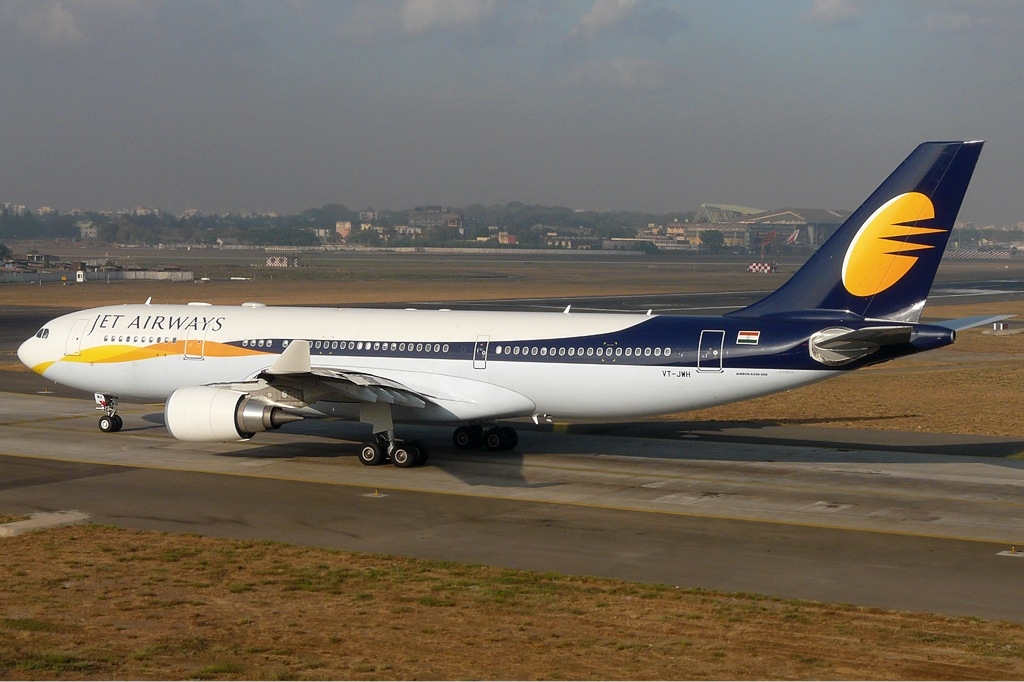
제트 에어웨이스의 에어버스 A330-200
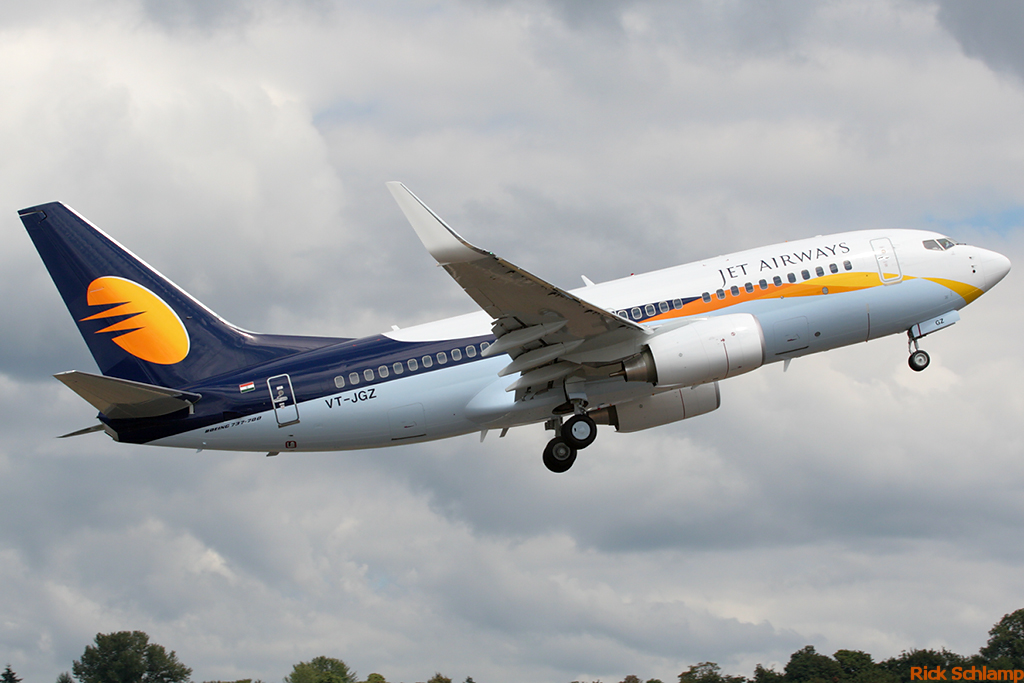
제트 에어웨이스의 보잉 737-700
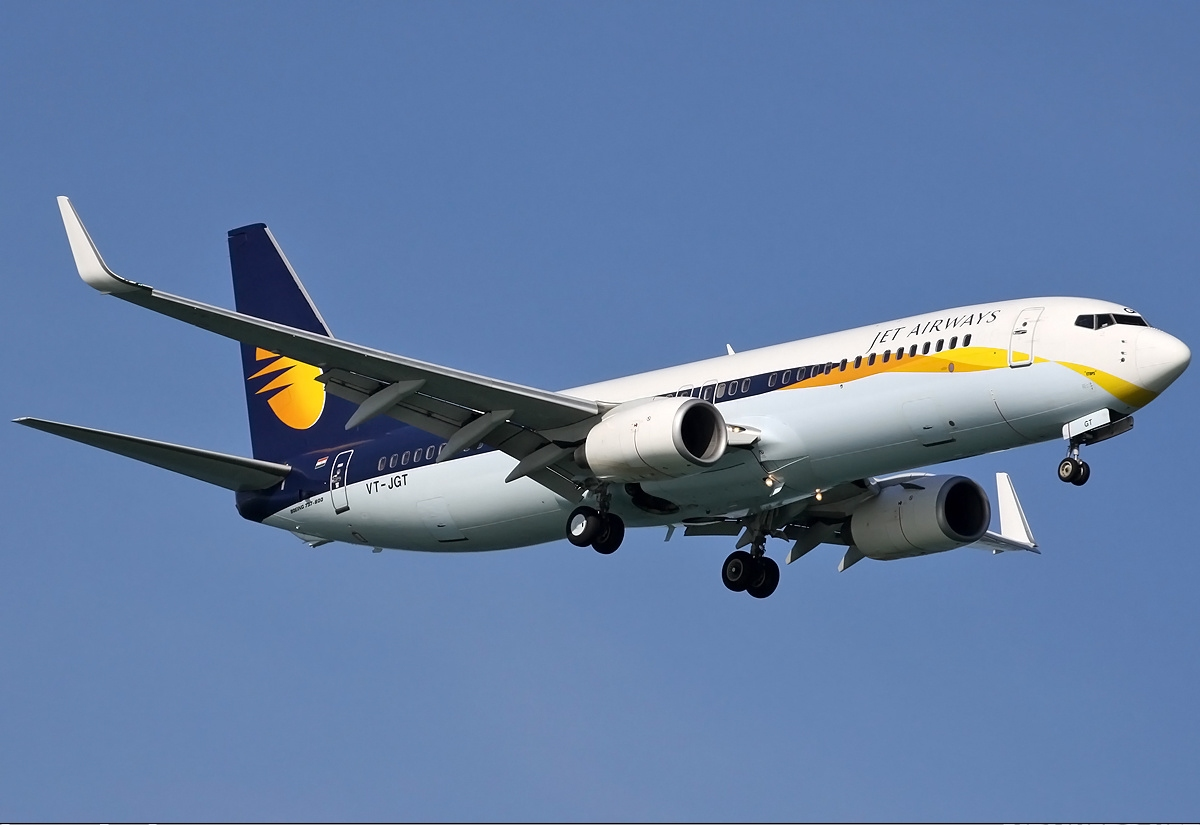
제트 에어웨이스의 보잉 737-800
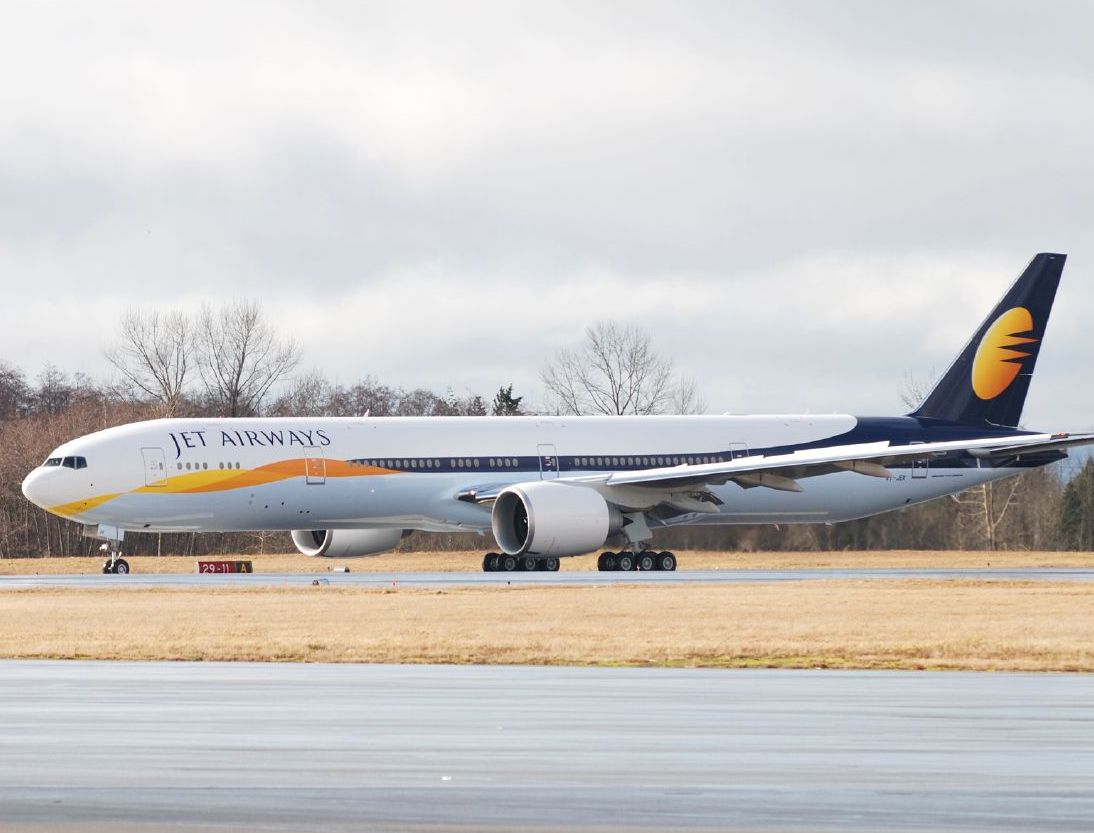
제트 에어웨이스의 보잉 777-300ER
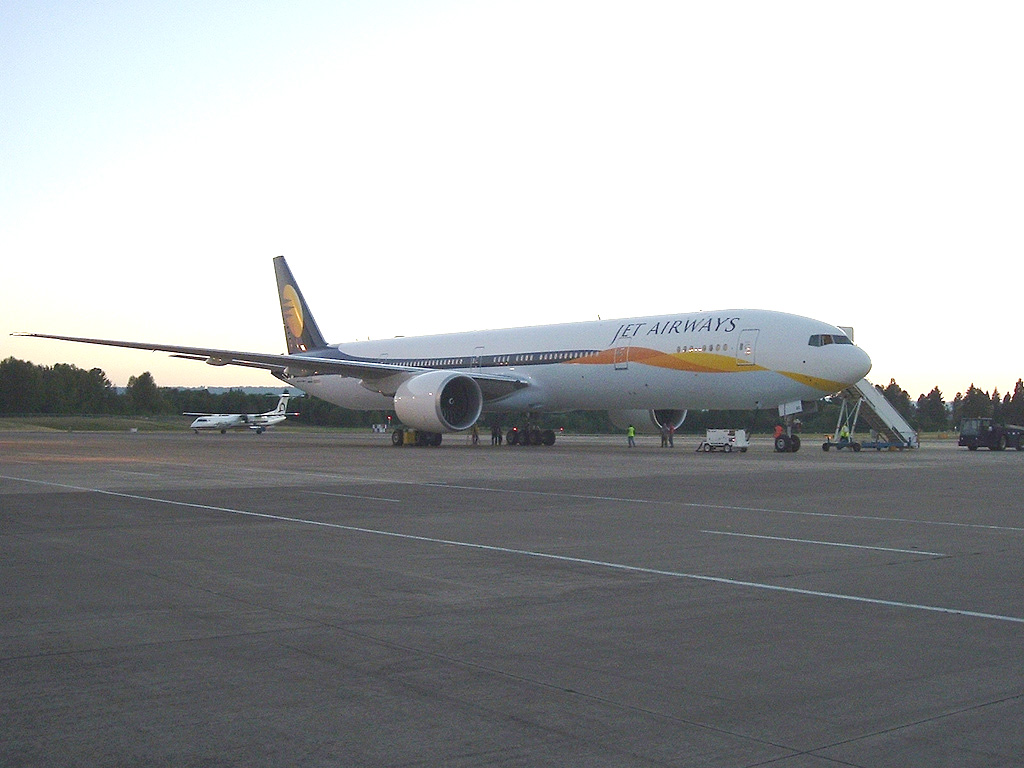
제트 에어웨이스의 보잉 777-300ER
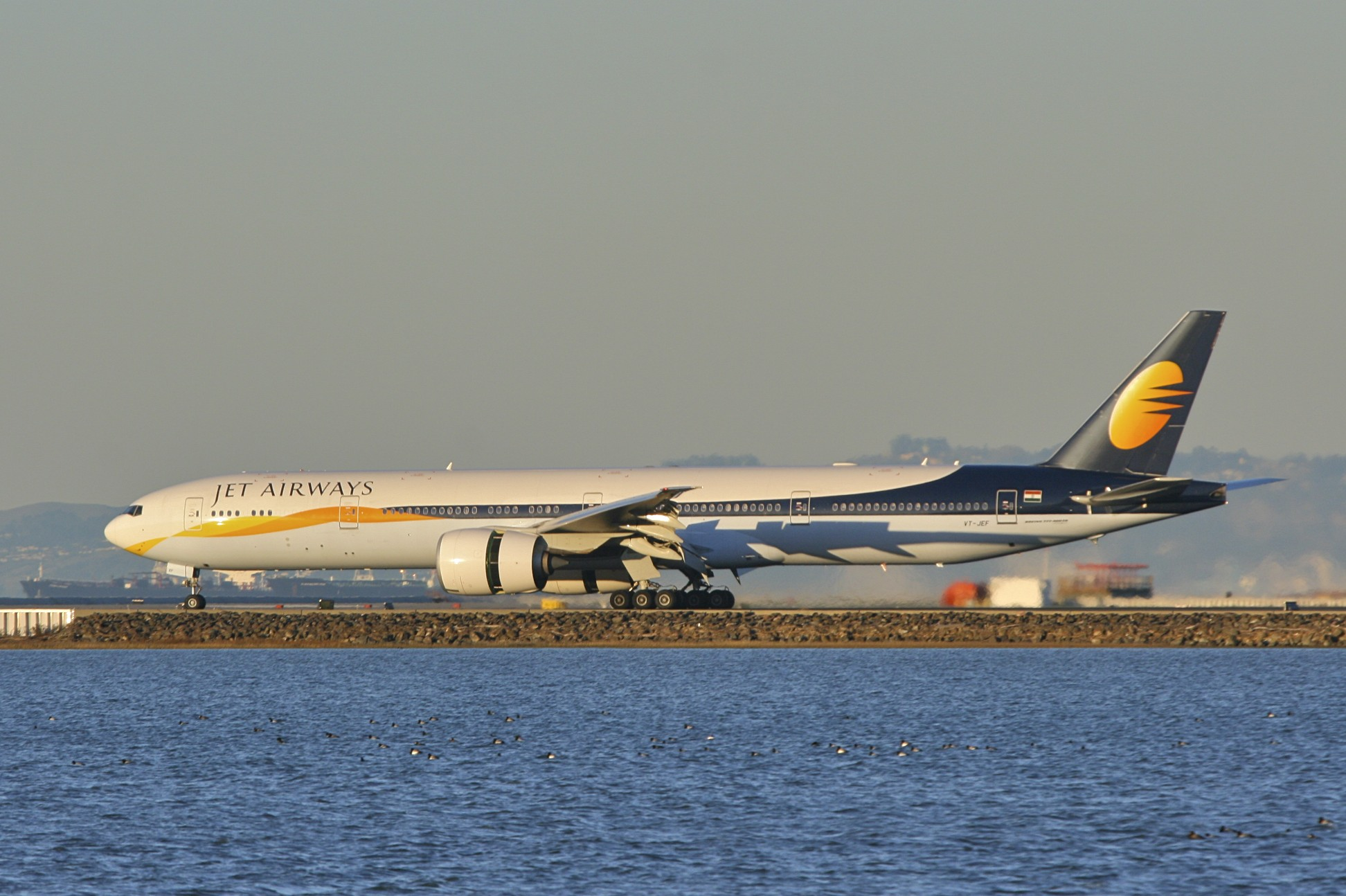
제트 에어웨이스의 보잉 777-300ER